# Орман-Аджи
Орма́н-Аджи́ (крим. Orman Acı, з 1926 по 1948 — Калининдо́рф і Найле́тен, по 2023 рік — Калі́ніне) — село Курманського району Автономної Республіки Крим.
У 2015 році село біло внесено до переліку населених пунктів, які потрібно перейменувати згідно із законом «Про засудження комуністичного та націонал-соціалістичного (нацистського) тоталітарних режимів в Україні та заборону пропаганди їхньої символіки».
12 травня 2016 року постановою Верховної Ради України № 1352-VIII село перейменоване відповідно до вимог закону «Про засудження комуністичного та націонал-соціалістичного (нацистського) тоталітарних режимів в Україні та заборону пропаганди їхньої символіки». Постанова набрала чинности у 2023 році.